# Dominic O'Brien
Dominic O'Brien (10 de agosto de 1957) é um especialista em mnemônica britânico.
Seu interesse pelas técnicas de memorização começou quando viu, pelo programa televisivo Record Breakes (da BBC), o especialista em mnemônica Creighton Carvello decorar a sequência de vários baralhos de cartas. Desde então, Dominic desenvolveu um método próprio e escreveu diversos livros.
Já esteve em vários programas de televisão e, em entrevista ao jornal O Estado de S. Paulo, afirmou que sua maior satisfação era saber que possuía uma memória plenamente funcional.
Em 1° de maio de 2002 entrou para o Livro Guinness quando conseguiu memorizar, com grande exatidão e visualizando apenas uma vez, a sequência de 2808 cartas, de 54 baralhos, errando apenas oito vezes (sendo que, em quatro das oito, corrigiu imediatamente quando comunicado que havia errado).